# Riedelia geluensis
Riedelia geluensis là một loài thực vật có hoa trong họ Gừng. Loài này được Theodoric Valeton miêu tả khoa học đầu tiên năm 1914.

## Phân bố
Loài này được tìm thấy trong rừng ở cao độ 1.000-1.200 m trên các dãy núi Finisterre và Kami, đông bắc Papua New Guinea. Các mẫu vật điển hình: F.R.R. Schlechter 16721 do Rudolf Schlechter thu thập trên dãy núi Kami ngày 28 tháng 10 năm 1901, F.R.R. Schlechter 18170 do Rudolf Schlechter thu thập trên dãy núi Finisterre (tỉnh Madang) và E. Werner n. 152 thu thập tháng 8 năm 1907 tại trạm Gelu (trên dãy núi Finisterre).

## Các thứ
- Riedelia geluensis var. microflora Gilli, 1983[5]: Papua New Guinea. Các mẫu vật điển hình: A. Gilli 173 do Alexander Gilli thu thập tại Chimbu, Mingende và A. Gilli 497 thu thập tại Western Highlands, Kasap.[4]